# 拉蒂巴蒂
拉蒂巴蒂（Ratibati），是印度西孟加拉邦Barddhaman县的一个城镇。总人口4370（2001年）。

## 人口
该地2001年总人口4370人，其中男性2393人，女性1977人；0—6岁人口572人，其中男294人，女278人；识字率56.43%，其中男性为66.78%，女性为43.90%。